# 龙潭镇 (酉阳县)
龙潭镇，是中华人民共和国重庆市酉阳土家族苗族自治县下辖的一个乡镇级行政单位。为酉阳县东部的中心，民国三十四年曾拟定以此为中心设立農祥設治局，但实际并未成立。
酉阳县龙潭镇是中国历史文化名镇、国家4A级旅游景区，有全国爱国主义教育示范基地赵世炎烈士故居，是全市首批45个中心集镇之一，是全国特色小镇。2019年被评为中国文化百强镇。

## 行政区划
龙潭镇下辖以下地区：
赵庄街社区、龙泉街社区、包家村、石营村、渤海村、柏香村、梅树村、川主村、五育村、堰堤村、官偿村、枣木村、新田村、花莲村、鹅塘村、柳树村、江丰村、丹泉村、柳家村、桐岭村、深溪村和潮水村。